# Aeschremon conchylialis
Aeschremon conchylialis là một loài bướm đêm trong họ Crambidae.